# South Laurel
South Laurel és una concentració de població designada pel cens dels Estats Units a l'estat de Maryland. Segons el cens del 2000 tenia 20.479 habitants.

## Demografia
Segons el cens del 2000, South Laurel tenia 20.479 habitants, 8.260 habitatges, i 5.055 famílies. La densitat de població era de 1.847,4 habitants per km².
Dels 8.260 habitatges en un 33,6% hi vivien nens de menys de 18 anys, en un 38,6% hi vivien parelles casades, en un 17,2% dones solteres, i en un 38,8% no eren unitats familiars. En el 30% dels habitatges hi vivien persones soles el 5,1% de les quals corresponia a persones de 65 anys o més que vivien soles. El nombre mitjà de persones vivint en cada habitatge era de 2,45 i el nombre mitjà de persones que vivien en cada família era de 3,06.
Per edats la població es repartia de la següent manera: un 26,2% tenia menys de 18 anys, un 10% entre 18 i 24, un 38,4% entre 25 i 44, un 18,5% de 45 a 60 i un 6,8% 65 anys o més.
L'edat mediana era de 31 anys. Per cada 100 dones de 18 o més anys hi havia 86,6 homes.
La renda mediana per habitatge era de 51.043 $ i la renda mediana per família de 60.028 $. Els homes tenien una renda mediana de 38.559 $ mentre que les dones 32.068 $. La renda per capita de la població era de 24.564 $. Entorn del 3,5% de les famílies i el 5,9% de la població estaven per davall del llindar de pobresa.

## Poblacions més properes
El següent diagrama mostra les poblacions més properes.